# ジェリー・アンダーソン
ジェラルド・アレクサンダー・アンダーソン（本名 エイブラハムズ 、1929年4月14日 - 2012年12月26日）は、イギリスのテレビ・映画プロデューサー、テレビ映画監督、脚本家、時折声優も務めた人物で、特に『スーパーマリオネーション』（電動可動部品を備えたマリオネット人形）で撮影された1960年代の作品など、未来的なテレビ映画で知られている。
アンダーソンが制作した最初のテレビ映画は、ロバータ・リー原案の子供向けシリーズ 『ジ・アドヴェンチャーズ・オブ・トゥイズル』(1957 - 58年)だった。その後 『トーチー・ザ・バッテリー・ボーイ』 (1960年)と『ウエスタン・マリオネット 魔法のけん銃』 (1960年) が続いた。 さらに『スーパーカー『 (1961 - 62年) と 『宇宙船XL-5』(1962 - 63年) が制作され、両シリーズとも1960年代初頭にアメリカのテレビ市場に進出した。1960年代半ばには、アンダーソンは最も成功したシリーズ『サンダーバード』を制作した。 この時期に制作された他のテレビ映画には、『海底大戦争 スティングレイ』、 『キャプテン・スカーレット 』 、『ジョー90』などがある。
アンダーソンは『決死圏SOS宇宙船』（ 1969年）を含むいくつかの長編映画の脚本・プロデュースも手掛けた。1970年代に実写映画制作に転向した後は、メディアプロデューサーのルー・グレイドや彼の会社ITCと長年にわたり良好な関係を築き、 『スペース1999』の第2シリーズまで活躍した。
いくつかの新シリーズが実現に至らなかった停滞期を経て、アンダーソンは1980年代初頭にキャリアの新たな段階を迎えた。イギリスとオーストラリアで土曜朝の再放送がきっかけとなり、初期の『スーパーマリオネーション』シリーズへのノスタルジアが新たな依頼へと繋がった。その後のプロジェクトには、2005年の『キャプテン・スカーレット』のCGリメイク『新 キャプテン・スカーレット』などがある。アンダーソンは2012年に死去した。
名前は以前の日本では「ゲーリー」と表記されていたが、『スペース1999』の頃から「ジェリー」の表記も登場し、『テラホークス』開始時に正しい発音が「ジェリー」であることがわかったので、以後刊行される日本語メディアではほぼ全て「ジェリー」となっている。

## 経歴
ジェラルド・アレクサンダー・エイブラハムズは、ロンドンのブルームスベリーにあるエリザベス・ギャレット・アンダーソン産科病院で生まれ、幼少期をロンドンのキルバーン とニーズデン で過ごした。キルバーンのキングスゲート幼児学校とニーズデンのブレインクロフト小学校・高等学校で教育を受け、その後、ウィルズデン・カウンティ・グラマー・スクールに奨学金を得て入学した 。両親はデボラ（旧姓レオノフ）とジョセフ・エイブラハムズである。
第二次世界大戦勃発時、ジェリー・アンダーソンの兄ライオネルはイギリス空軍（RAF）に志願入隊し、高度な訓練のためアメリカに駐留した。ライオネルは家族に手紙をよく書いており、ある手紙にはサンダーバード飛行場と呼ばれるアメリカ陸軍航空軍の基地について書かれていた。その名前は弟の記憶に深く刻まれた。ライオネルは1944年4月27日、オランダ上空でデ・ハビランド モスキートが撃墜され、戦死した。 
1952年10月16日、アンダーソンはベティ・ライトマン（1929年-2021年）と結婚した。二人の間には二人の娘が生まれた。
1960年にアンダーソンはシルヴィア（旧姓トマス）と結婚し、息子ジェリー・アンダーソン・ジュニア博士（1967年-2023年）をもうけたが、1981年に離婚した。
アンダーソンは写真家としてキャリアをスタートさせ、戦後はThe Colonial Film Unit （イギリス政府のプロパガンダおよび教育映画製作組織）で研修生として働いた。 映画編集に興味を持ち、ゲインズバラ・ピクチャーズに移籍して更なる経験を積んだ。1947年、イギリス空軍の国民奉仕活動に徴兵され、マーゲート近郊のマンストン空軍基地に駐留した。勤務期間の一部は航空管制官として勤務した。
RAFでの最後の年に起きた2つの事件がアンダーソンに大きな影響を与えた。1つ目は、1948年9月18日、バトル・オブ・ブリテンを記念する航空機展示会で起きた事件で、モスキート機が車で混雑した道路に墜落した。死者数は12人から20人と報告されている 。別の機会には、スピットファイアが着陸しようとしていた。滑走路管制官がパイロットに飛行機の降着装置が下がっていないことを警告したとき、スピットファイアは地上約50フィート（15メートル）に上っていた。パイロットはスロットルを開けて上昇していった。この瞬間はアンダーソンにとって常に記憶に残っていたため、サンダーバードのストーリーを考案する際に、飛行機について書くことは非常に容易であった。兵役を終えた後、彼はゲインズバラに戻り、1950年にスタジオが閉鎖されるまでそこで働き、その後はフリーランスとして一連の長編映画に携わった。
1950年代半ば、アンダーソンは独立系テレビ制作会社ポリテクニック・スタジオに監督として入社し、そこでカメラマンのアーサー・プロヴィスと出会った。ポリテクニックが倒産した後、アンダーソン、プロヴィス、レッジ・ヒル、ジョン・リードは1955年にペンタゴン・フィルムズを設立した。ペンタゴンはその後まもなく解散し、アンダーソンとプロヴィスはヒルとリードをパートナーとして、アンダーソン＝プロヴィス・フィルムズを表す新会社APフィルムズを設立した。アンダーソンは設立間もない会社を維持するための資金を得るため、フリーランスの監督業を続けた。
APフィルムズの最初のテレビ事業は、グラナダ・テレビジョンのために制作された。ロバータ・リーが考案した『ジ・アドヴェンチャーズ・オブ・トゥイズル』（1957 - 1958年）は、手足を 'twizzle' させて長く伸ばす能力を持つ人形を主人公とした幼児向けシリーズである。これはアンダーソンにとって人形を使った最初の作品であり、人形遣いのクリスティン・グランヴィル、特殊効果技師のデレク・メディングス、作曲家兼編曲家のバリー・グレイとの長く成功したコラボレーションの始まりとなった。アンダーソンは実写テレビへの進出を強く望んでいた。
『ジ・アドヴェンチャーズ・オブ・トゥイズル』に続き、リーと共作した低予算の人形劇シリーズ『トーチー・ザ・バッテリー・ボーイ』（1958 - 1959年）が制作された。APFの人形劇によってアンダーソン夫妻は世界的に有名になったが、アンダーソンは人形劇を使うことに常に不満を抱いていた。彼は人形劇を主にテレビ局の注目を集め、評判を高めるために利用し、実写映画やテレビドラマ製作への足がかりとなるべく期待していた。。

### スーパーマリオネーション

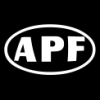
AP Films logo

『ジ・アドヴェンチャーズ・オブ・トゥイズル』の制作中、アンダーソンは秘書のシルヴィア・タムと不倫関係になった。最初の妻と離婚した後、アンダーソンは1960年11月にタムと結婚した。
APフィルムズの3番目のシリーズは、子供向け西部劇ファンタジー・アドベンチャーシリーズ『ウエスタン・マリオネット 魔法のけん銃』（1959 - 1960年）だった。プロヴィスはパートナーシップを離れたが、会社はその後数年間APフィルムズの名称を保持した。『ウエスタン・マリオネット 魔法のけん銃』は、いわゆる「スーパーマリオネーション」手法の初期バージョンを採用した最初のアンダーソン作品でしたが、当時この用語はまだ使われていなかった。
APFは『ウエスタン・マリオネット 魔法のけん銃』で成功を収めたにもかかわらず、グラナダは彼らに新たなシリーズを依頼しなかったため、アンダーソンはアングロ・アマルガメイテッド・スタジオの映画監督のオファーを引き受けた。『クロスローズ・トゥ・クライム』は低予算B級犯罪スリラーで、アンダーソンはこの作品の成功によって主流の映画製作者へと転身できると期待していたが、興行的には失敗に終わった。
この頃、APFは財政難に陥り、新作人形劇シリーズの買い手探しに苦戦していた。しかし、アソシエイテッド・テレビジョン（ATV ）の社長、ルー・グレイド氏との幸運な出会いが、彼らを救った。グレイド氏は番組の買収を申し出た。これが二人の長年の友情の始まりとなり、二人の間には大きな成功を収める仕事上の提携が始まった。
新シリーズ『スーパーカー』（1960 - 61年）は、シルヴィア・アンダーソンの原作に基づき、ジェリー・アンダーソンとシルビア・アンダーソン夫妻、そしてレッジ・ヒルによって制作され、APFにとっていくつかの重要な進歩をもたらした。シルヴィアはより大きな役割を担い、会社のパートナーとなった。このシリーズは、マリオネットをよりリアルに、そしてより説得力のあるスクリーン上で表現する電子システム「スーパーマリオネーション」の公式デビューでもあった。このシステムは、俳優の声を録音したテープからの音声信号を用いて、人形の頭部に取り付けられたソレノイドを作動させ、俳優や女優の声に合わせて唇を動かすというものだった。

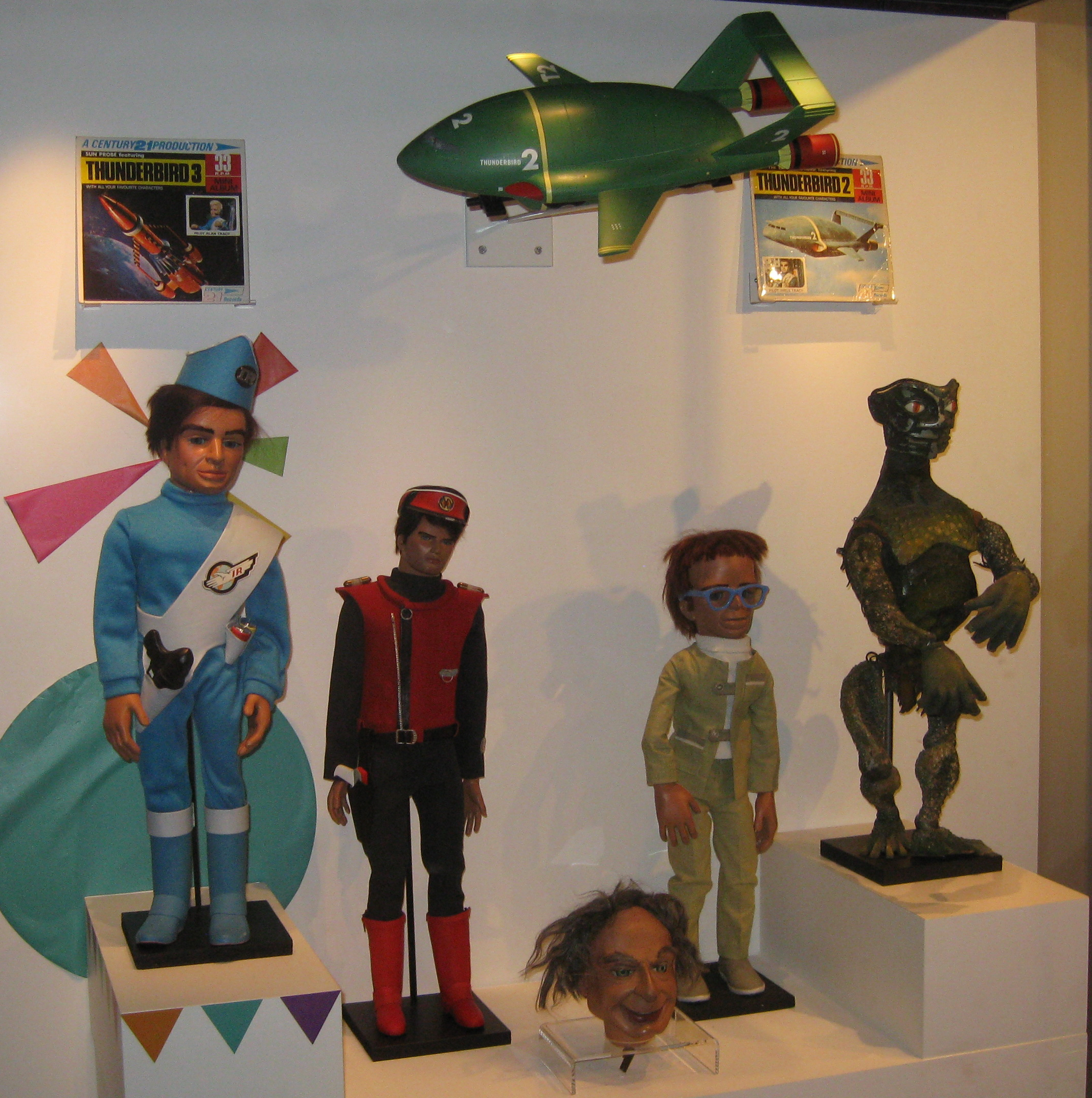
A selection of Gerry Anderson marionettes seen at the National Media Museum, Bradford.

アンダーソンの最も成功した事業の一つは、 『スーパーカー』の制作中に開始された。APフィルムズ（マーチャンダイジング）社は、APフィルムズ傘下の著作物のマーチャンダイジング権のライセンスを扱う別会社として設立され、その責任者は、アンダーソンの兵役時代からの長年の友人であるキース・シャクルトン（同名の野生動物アーティスト兼テレビ司会者とは別人）だった。
APFの次のシリーズは、未来的な宇宙冒険物語『宇宙船XL-5』（1962年）でした。当時、本作は同社最大のヒット作となり、アメリカのテレビ局NBCに販売された唯一のアンダーソン作品という栄誉を獲得した。この頃、アンダーソンのスーパーマリオネーション・スタイルが模倣者を惹きつけていた。中でも特に顕著だったのが、『スペース・パトロール』で、アーサー・プロヴィスやロバータ・リーなど、アンダーソンの元部下や関係者が同様の手法で制作した。
『宇宙船XL-5』完成後、ルー・グレイドはAPフィルムズの買収を申し出た。アンダーソンは当初乗り気ではなかったものの、最終的に取引は成立し、グレイドがマネージングディレクターに就任し、アンダーソン夫妻、ヒル、リードが取締役に就任した。
APFは買収後まもなく、スーパーマリオネーションを題材にした英国初のカラーテレビシリーズとなる、新しいマリオネットシリーズ『海底大戦争 スティングレイ』（1964年）の制作を開始した。この新作のために、APFはスラウの新しいスタジオに移転した。新しく拡張されたスタジオにより、特殊効果、特に水中シーンの大幅な改善が可能になり、マリオネット技術も進歩しました。各キャラクターに様々な表情を表現するための交換可能な頭部を複数用意した。

### サンダーバード
APFのATV向けの次なるプロジェクトは、1963年10月に西ドイツで発生した炭鉱事故に着想を得たものだった。この実話ドラマに触発されたアンダーソンは、救助組織を題材にした新しい番組フォーマットを考案し、これが後に彼の最も有名で人気を博したシリーズ『サンダーバード』（1965 - 1966年）へと発展した。ドラマチックなタイトルは、アンダーソンの兄ライオネルが第二次世界大戦中に家族に宛てて書いた手紙に由来している。
グレイドはこの構想に非常に熱心で、25分のエピソードシリーズ（『スティングレイ』と同じ長さ）の制作に賛同したため、アンダーソン夫妻はパイロットエピソード「SOS原子旅客機」の脚本を書き上げ、制作を開始した。アンダーソンは当初、女優フェネラ・フィールディングにレディ・ペネロープの声を依頼しようとしていたが、シルヴィアは夫を説得し、自らがその役を演じるべきだと説得した。『サンダーバード』は、スコット・トレイシーの声を担当した俳優シェーン・リマーとの長年にわたる仕事上の関係の始まりでもあった。
『サンダーバード』の制作が数ヶ月間進められていた頃、グレイドは完成した25分版の「SOS原子旅客機」を目にした。彼はその出来栄えに興奮し、エピソードを50分に延長することを強く主張した。予算が大幅に増額されたため、制作体制は再構築され、既に撮影済みまたはプリプロダクション段階のエピソードを延長し、残りのエピソードは50分の脚本を新たに制作することとなった。グレイドらは『サンダーバード』の成功を確信していたため、パイロットエピソードが放送される前から長編映画版の制作が提案されていた。この頃、APFはセンチュリー21プロダクションに改名された。
APFがセンチュリー21プロダクションに改名した後、 『サンダーバード』で最大の成功を収め、アンダーソン夫妻は世界的に有名になった。しかし、グレイドがアメリカの放送局に番組を販売できなかったため、第2シリーズの途中で打ち切られた。イギリス国内外で絶大な人気を博したにもかかわらず、グレイド社はアメリカの買い手がいなければ、第2シリーズを制作しても費用を回収できないと判断した。その後、アメリカではシンジケーション放送を通じてそれなりの成功を収めた。
『サンダーバード』の制作中、アンダーソン夫妻の結婚生活は次第に緊張を深め、長編映画『サンダーバード 劇場版』が予想外の失敗を喫したことで、会社も打撃を受けた。後のインタビューでアンダーソンは離婚を考えたと語っていますが、シルヴィアの妊娠が発表されたことでその考えは断念されました。彼らの息子、ジェリー・アンダーソン・ジュニアは1967年7月に生まれた。
その頃までに、新シリーズ『キャプテン・スカーレット』（1967年）の製作が開始され、よりリアルなマリオネットキャラクターが登場した。電子機器の改良によりリップシンク機構が小型化され、より人間の体型に近いマリオネットキャラクターを製作できるようになった。
センチュリー21の2作目の長編映画『[[サンダーバード6]号]』も不振に終わり、次作（そして最後から2作目）のスーパーマリオネーションシリーズ『ジョー90』（1968年）によって状況はさらに悪化した。このシリーズはより「子供向け」の領域に戻り、科学者の父親が「ビッグラット」と呼ばれるスーパーコンピューターを使って特別な知識と能力を「プログラム」し、任務に備えさせた秘密諜報員でもある少年ジョーの冒険を描いた。しかし、あまり好評を得られず、この作品はアンダーソンのマリオネット作品の古典としては最後の作品となった。

### 実写作品
アンダーソンの次作は、これまでのテレビ作品で培った特殊効果の専門知識を実写と融合させた作品である。センチュリー21の3作目の長編映画『決死圏SOS宇宙船』（1969年）は、ダークで『トワイライト・ゾーン』風のSF作品で、太陽の裏側に新しく発見された惑星（地球の正確な鏡像であることが判明）へと旅する宇宙飛行士を描いたもので、アメリカ人俳優ロイ・シネスが主演を務めている。商業的には大成功を収めなかったものの、『決死圏SOS宇宙船』は特殊効果で アカデミー賞にノミネートされた。
センチュリー21のテレビ復帰作は、実写とスーパーマリオネーションを融合させた不発に終わったシリーズ『ロンドン指令X』だった。このシリーズは、アンダーソンがイギリスのコメディアン、スタンリー・アンウィンへの愛着から生まれた。アンウィンはナンセンス語「アンウィニーズ」で知られ、ラジオや映画、そして最も有名な1968年のスモール・フェイセスのアルバム『Ogdens' Nut Gone Flake』でこのナンセンス語を生み出し、使用していた。アンダーソンの実績とアンウィンの人気にもかかわらず、ルー・グレイドが試写に否定的な反応を示し製作を中止したため、1969年1月、第13話の完成で終了した。グレイドは、アメリカの視聴者には理解できず、したがって売れないと判断した。
1969年、アンダーソン夫妻はセンチュリー21初の完全実写テレビシリーズとなる新テレビシリーズ『謎の円盤UFO』の製作を開始した。このSFアクションアドベンチャーシリーズでは、アメリカ生まれの俳優エド・ビショップ（『キャプテン・スカーレット』でブルー大尉の声も担当）が主演を務め、エイリアンの侵略に対抗するために設立された秘密防衛組織SHADOの長官エドワード・ストレイカー最高司令官を演じた。『謎の円盤UFO』はアンダーソンのどのパペットシリーズよりも大人向けの雰囲気で、センチュリー21の特徴である未来的なアクションアドベンチャーと特殊効果に、シリアスなドラマ要素が融合されていた。『謎の円盤UFO』はセンチュリー21プロダクションズ傘下で製作された最後のシリーズとなった。
『UFO』の製作中、アンダーソンはハリー・サルツマン（当時アルバート・R・ブロッコリと共にジェームズ・ボンド映画シリーズの共同製作者）から直接アプローチを受け、シリーズの次回作となる『007/ムーンレイカー』の脚本と製作を依頼された。トニー・バーウィックと協力してキャラクター設定を行い、自身はアクションシーンに集中したアンダーソンは、脚本を書きサルツマンに提出した。結局それは実現せず、ブロッコリとサルツマンは『007/ダイヤモンドは永遠に』（1971年）と『007/死ぬのは奴らだ』（1973年）の製作に進み、1974年のボンド映画『007/黄金銃を持つ男』を共同製作した後、サルツマンとブロッコリのパートナーシップは解消された。脚本に2万ポンドを提示されたが、アンダーソンはこれを受け入れれば製作時に指揮を執れないことを恐れて断った。次に製作されたボンド映画は1977年の『007/私を愛したスパイ』だった。 （この映画ではイアン・フレミングの小説の題名だけが使われた。）アンダーソンはブロッコリに対してストーリーの要素を盗用したとして訴訟を起こしたが、彼に対して迫ってくる法的圧力を恐れてすぐに訴訟を取り下げた 。彼は著作権の使用権を放棄し、3,000ポンドの補償金を受け取った。1979年には『007/ムーンレイカー』の映画版が製作されたが、アンダーソンの素材は一切使われていなかった。
『UFO』が終了する頃には、アンダーソン夫妻の関係は悪化していた。アンダーソンは、グループ・スリー・プロダクションズという新しい会社（3人とはアンダーソン夫妻とレッジ・ヒル）の傘下で製作された、次作のITCアクションシリーズ『プロテクター電光石火』では妻と仕事をしない決断をした。これはアンダーソンの数少ないオリジナルではない作品の一つだった。ルー・グレイド自身がこの番組に深く関わり、主演のロバート・ヴォーンとニリー・ドーン・ポーターの二人をキャスティングした。製作はアンダーソンにとって困難なもので、気難しいことで有名なヴォーンと衝突した。ヨーロッパ中での撮影から多くの物流上の問題も生じたが、イギリスとアメリカの両方で大成功を収め、テーマソング"Avenues and Alleyways" はイギリスで歌手トニー・クリスティのヒット曲となった。これはまた、アンダーソンが製作した実写シリーズの中でセカンドシーズンまで続いた最初の作品となった。

### スペース1999
『プロテクター電光石火』の後、アンダーソンはいくつかの新しい企画に取り組みましたが、どれも制作には至らなかった。『UFO』の第2シリーズは企画が頓挫し、The Investigatorという再びマリオネットを題材にしたテレビパイロット企画も買い手がつかなかった。最終的に、制作中止となった第2シリーズの要素は、当時としては史上最高額の制作費を投じたテレビシリーズ『スペース1999』へと生まれ変わった。
これも未来SF冒険物語で、月面における巨大な熱核爆発（核廃棄物貯蔵に起因する）によって月が軌道から外れ、惑星間空間へと放出されるという設定に基づいている。主演は、テレビシリーズ『スパイ大作戦』で国際的な名声を博したアメリカ人俳優の夫婦、マーティン・ランドーとバーバラ・ベインです。彼らはグレイドの強い要望により、シルヴィア・アンダーソンの強い反対を押し切って出演が決定した。
アンダーソン夫妻の結婚生活は1975年、『スペース1999』の第1シーズンの途中で破綻した。ジェリーは打ち上げパーティーの夜に別居の意向を発表した。シルヴィアはグループ・スリーとの関係を断ち切り、アンダーソンは経済的窮状を緩和するため、APF/センチュリー21の番組の収益の取り分とポルトガルの別荘をルー・グレイドに売却した。
『スペース1999』の第1シーズンと第2シーズンの制作の合間に、アンダーソンはNBCの一般向け科学理論解説番組シリーズのために、ケンタウルス座アルファ星へ向かう2つの宇宙飛行家族を描いた単発スペシャルThe Day After Tomorrow（Into Infinityとしても知られる）を制作した。このプロジェクトの制作中に、アンダーソンはスタジオで秘書として働いていたメアリー・ロビンズ（1949年生まれ）と出会い、交際を始め、1981年4月11日に結婚した。
1965年にセンチュリー21（トゥー・ワン）フィルムスタジオ出版と合併して「センチュリー21プロダクション」（the Century 21 Organisation）へ改名。番組製作だけでなく版権出版分野にも業務を拡大し、『グリーン・ホーネット』や『トッポジージョ』、『プリズナーNo.6』など番組の関連商品を扱った。1971年にグループ・3・プロダクション（Group 3 Productions）、1975年にはジェリー・アンダーソン・プロダクション（Gerry Anderson Productions）となっている。
2012年12月26日、死去。2010年以来アルツハイマー型認知症を患っており、死の直前数カ月で症状が悪化していた。83歳没。

## アンダーソン作品一覧
人形劇を作る事になったきっかけは、ジ・アドヴェンチャー・オブ・トゥイズルを参照。
- 1957年 - The Adventure of Twizzle（ジ・アドヴェンチャー・オブ・トゥイズル）
- 1960年 - Torchy the Battery Boy（トーチー・ザ・バッテリー・ボーイ）
- 1960年 - ウエスタン・マリオネット 魔法のけん銃
- 1960年 - クロスローズ・トゥ・クライム
- 1961年 - スーパーカー
- 1962年 - 宇宙船XL-5
- 1964年 - 海底大戦争 スティングレイ
- 1965年 - サンダーバード
- 1966年 - サンダーバード 劇場版
- 1967年 - キャプテン・スカーレット
- 1968年 - サンダーバード6号
- 1968年 - ジョー90
- 1968年 - 決死圏SOS宇宙船
- 1969年 - ロンドン指令X
- 1970年 - 謎の円盤UFO
- 1972年 - プロテクター電光石火
- 1973年 - 捜査官
- 1975年 - スペース1999
- 1976年 - The Day After Tomorrow - Into Infinnity（ザ・デイ・アフター・トゥモロウ）（日本未放映）

日本国内ではこれらをかつて「ITC作品」と呼んでいた。しかし、ITCは配給会社であって、アンダーソンとは直接関係ない。他方、同じくITCの配給である『プリズナーNo.6』も、アンダーソンとは無縁である。
そのため上記の作品群は、ITCという単語は使わず、ジェリーとシルヴィア2人の意味も兼ねて「アンダーソン作品」と称するようになった。しかし、いまだITC作品と誤称されることがしばしばある。

### ITC配給以後
ジェリーとシルヴィアは『スペース1999』第1シーズン終了時に離婚し、また、本作製作中にITCの内部事情でジェリー最大の理解者ルー＝グレイドの勢力が低下した事もあり、以後の作品はジェリー自身が出資者を募っている。
また旧来のスタッフを維持できなくなったため、ITC時代より製作規模がやや縮小されたり、権限が限られていた傾向があった。なお、ITCは後に実質的経営者の変遷を経て、海外資本に売り渡される。
ITC配給以後の作品は技術的にはITC時代より進歩し、内容的にもSFテレビのファンからは高い評価の秀作であり、復活第一弾といえる『地球防衛軍テラホークス』はイギリス本国では概ね成功をおさめ健在ぶりをみせつけたが、以降の作品は資金繰りなどの問題から短編や衛星局の作品もおおく、出資先の倒産等によりシリーズでない単発作品も多い。
シリーズ化した作品は『ディック・スパナー』『スペース・プリシンクト』『ラヴェンダー・キャッスル』『新キャプテン・スカーレット』で、『ディック・スパナー』は6分、『ラヴェンダー・キャッスル』は10分のミニシリーズだった。
特記すべきは『スペース・プリシンクト』で、この作品は1時間枠で大予算をくんだライブアクションのテレビシリーズであり、ほぼ2クール分の24話分が製作された。日本では1999年から2000年ごろにディレクTVのSFチャンネルで日本語字幕で放送されていたが、現在視聴困難である。
予算が付きパイロット版が制作されても、実際に放映までこぎつけることなく終わる作品が多かった。一方、離婚後のシルヴィアもプロデューサーとして活動し『スターメイデン』（1作のみ）などを発表している。
- 1983年 - 地球防衛軍テラホークス
- 1986年 - Space Police（スペース・ポリス）（出資先の倒産でパイロット版のみ）
- 1987年 - Dick Spanner（ディック・スパナー）（日本未放映・人形劇ではなく、ストップモーション・アニメ）
- 1994年 - スペース・プリシンクト（“Space Police”を改題・改編）
- 1999年 - Lavender Castle（ラヴェンダー・キャッスル）（日本未放映・人形劇ではなく、ストップモーション・アニメ）
- 2005年 - 新 キャプテン・スカーレット

## アンダーソン作品の影響を受けた作品群
- 1966年 - ウルトラマン
- 1968年 - マイティジャック
- 1969年 - 空中都市008
- 1973年 - ゼロテスター（同作品の製作は、アンダーソン作品の多くを配給した東北新社である）
- 1980年 - Xボンバー（英国ではシルヴィアのプロデュースで、『テラホークス』と同時期に放映された）
- 1982年 - 科学救助隊テクノボイジャー（日本国外版のタイトルは『Thunderbirds 2086』（東北新社版の邦題タイトルは『THE・アニメーション サンダーバード 2086』））
- 1995年 - 新世紀エヴァンゲリオン
- 2004年 - チーム★アメリカ/ワールドポリス（『サンダーバード』を元にしたハイレベルな人形特撮を実現しながら、過激なギャグを盛り込んだパロディ映画）
- 2015年 - サンダーバード ARE GO（『サンダーバード』のリブート作品。日本での放送は2016年以降）

## 備考
首都圏では1983年から1985年に、UHF局のテレビ神奈川、テレビ埼玉、千葉テレビなどで『サンダーバード』を皮切りに、アンダーソン作品の大半が放映された。『サンダーバード』の映画2作は勿論、白黒の『スーパーカー』まで放映され、放映されなかったのは放映権が切れた『魔法のけん銃』『宇宙船XL-5』の他は『プロテクター電光石火』『謎の円盤UFO』『スペース1999』のみである。なお、『UFO』および『1999』は1987年から1988年にテレビ東京で深夜時間帯に続けて再放送されている。これは実際にUHF局同士で交流があるためで、フィルムの入手や隣の放送局への搬送は手渡しで行っていた。